# أندي باول
أندي باول (باليونانية: Άντυ Πωλ)‏ هو مغني وملحن وكاتب أغاني قبرصي، ولد في القرن العشرين.

## وصلات خارجية
- أندي باول على موقع ميوزك برينز (الإنجليزية)
- أندي باول على موقع ديسكوغز (الإنجليزية)